# Videogiochi nel 2001

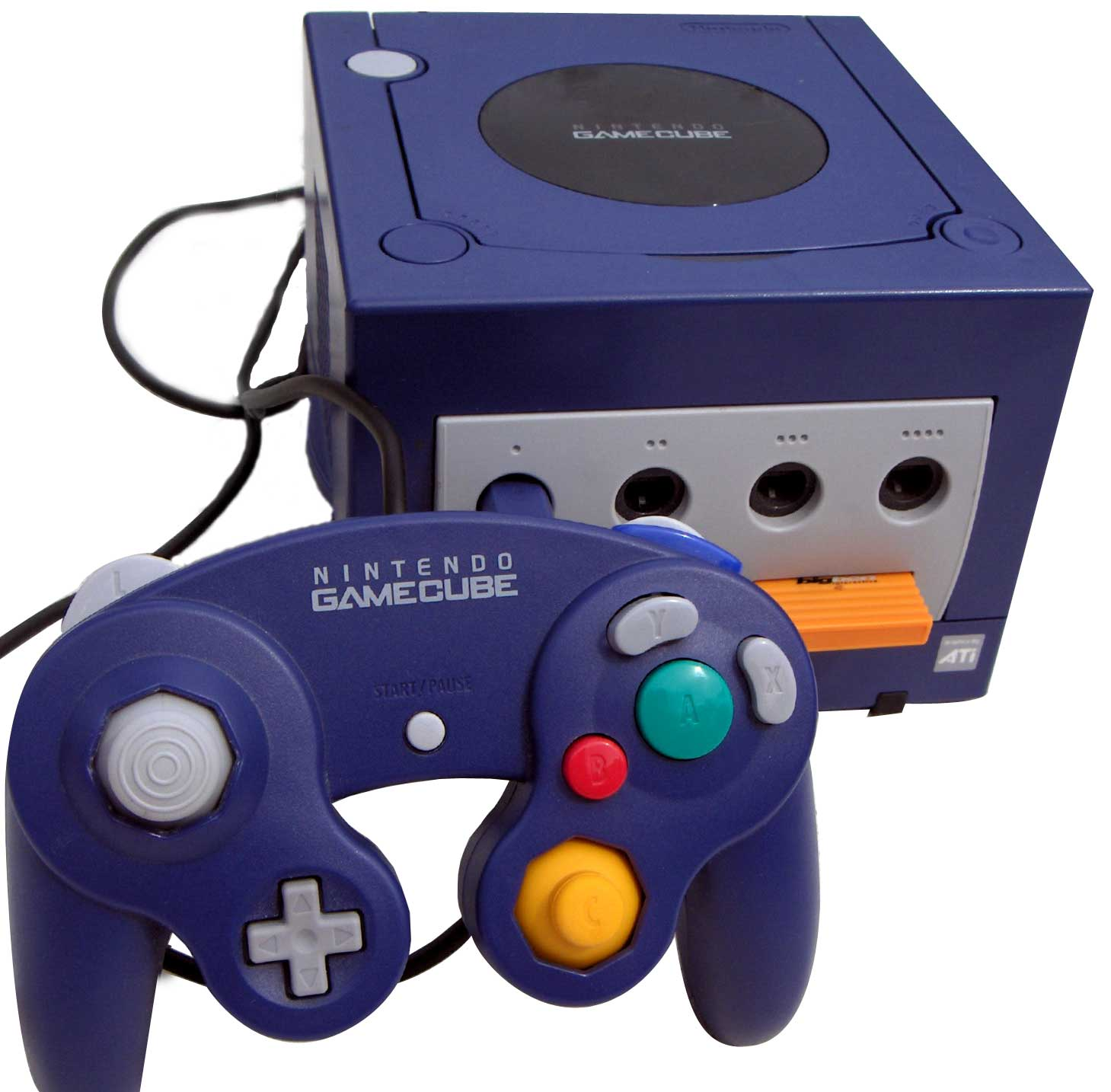
GameCube

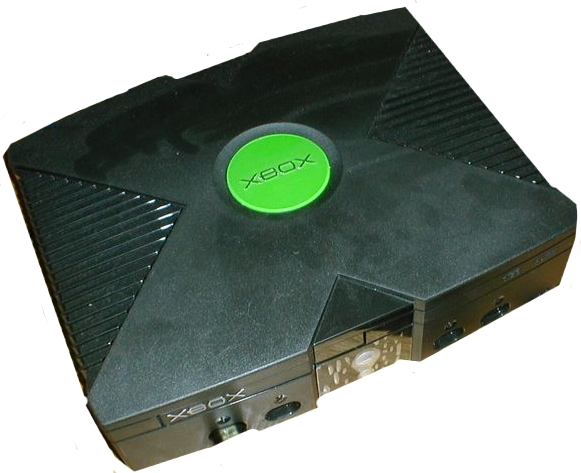
Xbox

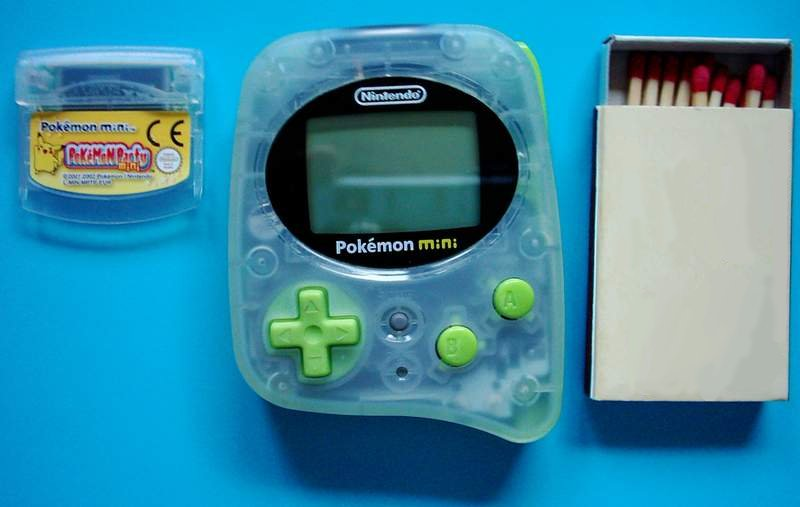
Pokémon mini

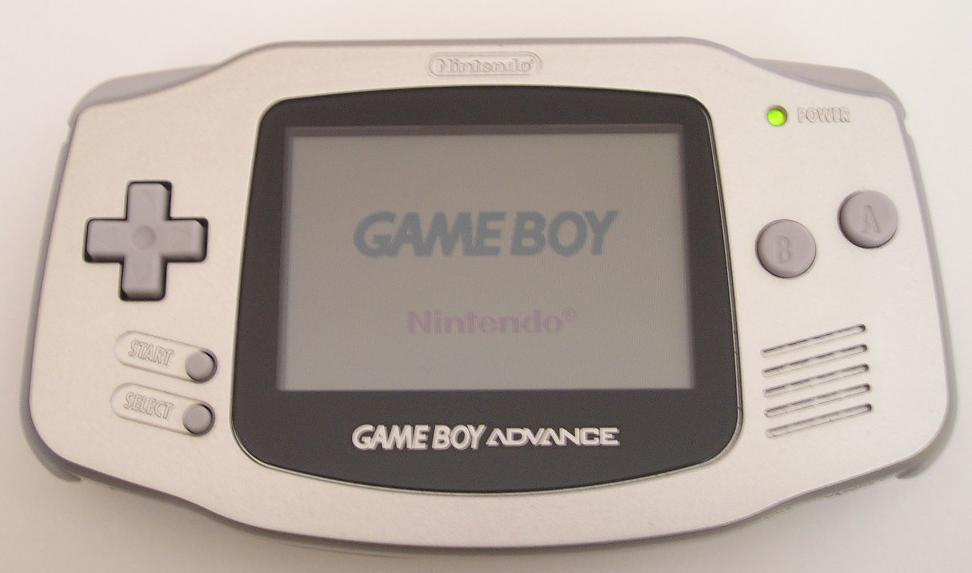
Game Boy Advance

Eventi rilevanti avvenuti nell'industria dei videogiochi nel 2001. 
Per un elenco delle voci su giochi usciti nell'anno vedi Categoria:Videogiochi del 2001.

## Eventi
- Activision acquista la Treyarch Invention LLC
- PCCW (Pacific Century CyberWorks Japan Co., Ltd.) acquista la VR1 Entertainment
- Midway Games annuncia l'abbandono del settore dei videogiochi arcade.
- Electronic Arts chiude la Bullfrog Productions.
- SEGA annuncia la sua uscita dal settore della produzione di console, per concentrarsi sullo sviluppo di videogiochi. La produzione del Dreamcast viene interrotta in maggio.
- Come conseguenza degli attentati dell'11 settembre, vengono rinviate le uscite o temporaneamente ritirati dagli scaffali videogiochi con temi e riferimenti bellici, tra cui Advance Wars e Metal Gear Solid 2. Ciò comporta anche la modifica nei vari giochi di contenuti che richiamino all'evento, come per esempio la singola presenza delle Torri gemelle.[1]
- gennaio — Infogrames, Inc. acquista Hasbro Interactive, Inc. (inclusa la divisione Game.com e il marchio Atari); Infogrames acquista anche Paradigm Entertainment, Inc.
- marzo — Digital Illusions CE acquisisce la Sandbox Studios ed entra in possesso di uno studio in Canada.
- 21 marzo — Nintendo mette in vendita la console portatile Game Boy Advance in Giappone.
- 25 marzo — Lionhead Studios presenta Black & White.
- aprile — Indrema fallisce e quindi viene interrotto lo sviluppo della console L600.
- 11 giugno — Nintendo mette in vendita la console portatile Game Boy Advance nel Nord America.
- 12 giugno — Nintendo mette in vendita la console portatile Game Boy Advance in Australia ed Europa.
- 23 luglio — Rockstar Games pubblica il primo capitolo della saga noir Max Payne.
- 14 agosto — Dynamix chiude.
- 23 agosto — Capcom presenta Devil May Cry primo gioco della serie omonima.
- 14 settembre — Nintendo mette in vendita in Giappone la console GameCube.
- ottobre — Firefly Studios presenta Stronghold primo episodio della serie omonima.
- ottobre — SNK chiude.
- 11 ottobre — Capcom pubblica Phoenix Wright: Ace Attorney, primo capitolo della serie Ace Attorney
- 9 novembre — Bizarre Creations presenta Project Gotham Racing.
- 15 novembre — la console Xbox viene messa in vendita da Microsoft nel Nord America.
- 18 novembre — Nintendo mette in vendita in Nord America la console GameCube.
- 23 novembre — GamePark presenta la console portatile GP32 (GamePark 32) in Corea del Sud.
- 14 dicembre — Nintendo mette in vendita la console portatile Pokémon mini in Giappone.
- Dicembre — Panasonic presenta il Q multimedia console.

## Vendite
I dieci titoli di maggior successo negli Stati Uniti d'America nel 2001 per computer e console secondo l'istituto di ricerca NPD Group.
| N° | Titolo                              | Piattaforma | Editore         |
| -- | ----------------------------------- | ----------- | --------------- |
| 1  | Grand Theft Auto III                | PS2         | Rockstar Games  |
| 2  | Madden NFL 2002                     | PS2         | Electronic Arts |
| 3  | Pokémon Cristallo                   | GBC         | Nintendo        |
| 4  | Metal Gear Solid 2: Sons of Liberty | PS2         | Konami          |
| 5  | Super Mario Advance                 | GBA         | Nintendo        |
| 6  | Gran Turismo 3: A-Spec              | PS2         | Sony            |
| 7  | Tony Hawk's Pro Skater 3            | PS2         | Activision      |
| 8  | Tony Hawk's Pro Skater 2            | PS1         | Activision      |
| 9  | Pokémon Argento                     | GBC         | Nintendo        |
| 10 | Driver 2: Back on the Streets       | PS1         | Infogrames      |

| N° | Titolo                              | Piattaforma | Editore           |
| -- | ----------------------------------- | ----------- | ----------------- |
| 1  | The Sims                            | Win/Mac     | Electronic Arts   |
| 2  | RollerCoaster Tycoon                | Win/Mac     | Infogrames        |
| 3  | Harry Potter e la pietra filosofale | Win/Mac     | Electronic Arts   |
| 4  | Diablo II: Lord of Destruction      | Win/Mac     | Vivendi Universal |
| 5  | The Sims: House Party               | Win/Mac     | Electronic Arts   |
| 6  | The Sims: Vivere alla grande        | Win/Mac     | Electronic Arts   |
| 7  | The Sims: Hot Date                  | Win/Mac     | Electronic Arts   |
| 8  | Diablo II                           | Win/Mac     | Vivendi Universal |
| 9  | Sim Theme Park                      | Win         | Electronic Arts   |
| 10 | Age of Empires II: The Age of Kings | Win/Mac     | Microsoft         |